# Iulian Filipescu
Iulian Sebastian Filipescu (Slatina, 29 maart 1974) is een voormalig profvoetballer uit Roemenië, die bij voorkeur speelde als centrale verdediger. Behalve in zijn vaderland speelde hij clubvoetbal in achtereenvolgens Turkije, Spanje, Zwitserland en Duitsland. Filipescu, in 1991 begonnen bij  Faur București, beëindigde zijn actieve loopbaan in 2008.

## Interlandcarrière
Filipescu kwam in totaal 52 keer (één doelpunt) uit voor de nationale ploeg van Roemenië in de periode 1996–2003. Onder leiding van bondscoach Anghel Iordănescu maakte hij zijn debuut op 27 maart 1996 in de vriendschappelijke uitwedstrijd tegen Joegoslavië (1-0) in Belgrado. Hij viel in dat duel na 81 minuten in voor Dorinel Munteanu. Zijn eerste en enige interlandtreffer maakte hij op 18 augustus 1998 in de vriendschappelijke wedstrijd in en tegen Cyprus (2-2). Filipescu nam met zijn Oost-Europese vaderland deel aan het EK voetbal 1996, het WK voetbal 1998 en het EK voetbal 2000.

## Erelijst
- Steaua Boekarest
  - Roemeens landskampioen (4): 1992/93, 1993/94, 1994/95, 1995/96
  - Roemeense beker (1): 1995/96
  - Roemeense supercup (2): 1994, 1995
- Galatasaray
  - Süper Lig (2): 1997/98, 1998/99
  - Turkse beker (1): 1998/99
- FC Zürich
  - Super League (1): 2005/06
  - Zwitserse beker (1): 2005

1 Stelea ·
2 Petrescu ·
3 Prodan ·
4 Belodedici ·
5 Lupescu ·
6 Popescu ·
7 Lăcătuș ·
8 Sabău ·
9 Răducioiu ·
10 Hagi  ·
11 Munteanu ·
12 Prunea ·
13 Selymes ·
14 Gâlcă ·
15 Doboș ·
16 Mihali ·
17 Filipescu ·
18 Stîngǎ ·
19 Ilie ·
20 Moldovan ·
21 Vlădoiu ·
22 Tene ·
Coach: Iordănescu
1 Stângaciu ·
2 Petrescu ·
3 Dulca ·
4 Doboș ·
5 Gâlcă ·
6 Georghe Popescu ·
7 Lăcătuș ·
8 Munteanu ·
9 Moldovan ·
10 Hagi  ·
11 Ilie ·
12 Stelea ·
13 Ciobotariu ·
14 Niculescu ·
15 Marinescu ·
16 Gabriel Popescu ·
17 Dumitrescu ·
18 Filipescu ·
19 Stîngă ·
20 Selymes ·
21 Craioveanu ·
22 Prunea ·
Coach: Iordănescu
1 Lobonț ·
2 Petrescu ·
3 Ciobotariu ·
4 Filipescu ·
5 Gâlcă ·
6 Popescu ·
7 Mutu ·
8 Munteanu ·
9 Moldovan ·
10 Hagi  ·
11 Ilie ·
12 Stelea ·
13 Chivu ·
14 Petre ·
15 Lupescu ·
16 Roșu ·
17 Belodedici ·
18 Ganea ·
19 Lincar ·
20 Hîldan ·
21 Prunea ·
22 Contra ·
Coach: Jenei